# CrossFit Games 2023
Los CrossFit Games 2023 fueron la 17.ª edición de los CrossFit Games, la competición más importante de CrossFit. Se celebraron del 1 al 6 de agosto de 2023 en Madison, Estados Unidos.
Este año el reparto de premios ascendió a 2945 millones de dólares, con los ganadores recibiendo 315.000 dólares.
La campeona femenina de 2022, Tia-Clair Toomey, no defendió su título debido a que estaba embarazada.

## Clasificatorios
Continúa habiendo tres rondas de clasificación, pero el número de regiones de la competición se ha reducido de diez a siete: América del Norte Este, América del Norte Oeste, Europa, África, Asia, Oceanía y Sudamérica.

### Open
El Open comenzó el 16 de febrero de 2023 con un anuncio en directo en Madrid, España. Duró tres semanas hasta el 6 de marzo y tuvo cuatro ejercicios puntuables, con el 23.2 dividido en dos partes. Este año la participación del Open aumentó en un 10%, con un total de 323.014 competidores. Los ganadores fueron Mal O'Brien y Jeff Adler.

### Cuartos de final
Como en la temporada anterior, el 10% de los mejores atletas y el 25% de los mejores equipos de cada continente se clasificaron para los cuartos de final. Los 60 mejores hombres, las 60 mejores mujeres y los 40 mejores equipos en América del Norte Este, America del Norte Oeste y Europa pasarían a las semifinales. En África, Asia, Oceanía y Sudamérica se clasificarían los 30 mejores hombres, las 30 mejores mujeres y los 20 mejores equipos.
Los cuartos de final comenzaron el 16 de marzo de 2023 con cinco ejercicios individuales que los atletas podían completar hasta el 19 de marzo. Los cuartos de final por equipos fueron el 29 y 30 de marzo, y los de las categorías por edades el 31 de marzo y 1 de abril. Mal O'Brien y Justin Medeiros fueron los ganadores de los cuartos de final.

### Semifinales
Las semifinales se celebraron durante cuatro fines de semana entre el 28 de abril y el 4 de junio. El premio para los ganadores de las semifinales ascendió a 10.000 dólares este año.

#### Atletas clasificados
| América del Norte Este (18–21 mayo) Florida, Estados Unidos | América del Norte Este (18–21 mayo) Florida, Estados Unidos                                                                                                 | América del Norte Oeste (25–28 mayo) California, Estados Unidos                                                                  | América del Norte Oeste (25–28 mayo) California, Estados Unidos                                                                                            | Europa (1–4 junio) Berlín, Alemania | Europa (1–4 junio) Berlín, Alemania |
| Masculino | Femenino | Masculino | Femenino | Masculino | Femenino |
| --- | --- | --- | --- | --- | --- |
| Jeffrey Adler Jayson Hopper Dallin Pepper Roman Khrennikov Samuel Cournoyer Will Moorad Noah Ohlsen Luke Parker Alex Vigneault Jack Farlow James Sprague Spencer Panchik | Emma Cary Danielle Brandon Amanda Barnhart Emma Lawson Alexis Raptis Paige Powers Sydney Wells Feeroozeh Saghafi Shelby Neal Caroline Stanley Paige Semenza | Patrick Vellner Brent Fikowski Samuel Kwant Cole Greashaber Justin Medeiros Chandler Smith Nick Mathew Colten Mertens Cole Sager | Alex Gazan Katrín Davíðsdóttir Arielle Loewen Christine Kolenbrander Bethany Shadburne Emily Rolfe Olivia Kerstetter Abigail Domit Baylee Rayl Kelly Baker | Lazar Đukić Henrik Haapalainen Moritz Fiebig Jelle Hoste Jonne Koski Uldis Upenieks David Shorunke Björgvin Karl Guðmundsson Bronisław Olenkowicz Michał Wesołowski Fabián Beneito | Gabriela Migała Annie Thorisdottir Laura Horváth Emma Tall Karin Freyová Matilde Ǿyen Garnes Manon Angonese Ella Wunger Elisa Fuliano Emma McQuaid Rebecka Vitesson |

| África (19–21 mayo) Johannesburgo, Sudáfrica | África (19–21 mayo) Johannesburgo, Sudáfrica | Oceanía (25–28 mayo) Brisbane, Australia | Oceanía (25–28 mayo) Brisbane, Australia  | Sudamérica (26–28 mayo) Río de Janeiro, Brasil | Sudamérica (26–28 mayo) Río de Janeiro, Brasil | Asia (1–4 junio) Busan, Corea del Sur | Asia (1–4 junio) Busan, Corea del Sur |
| Masculino                                    | Femenino                                     | Masculino                                | Femenino                                  | Masculino                                      | Femenino                                       | Masculino                             | Femenino                              |
| -------------------------------------------- | -------------------------------------------- | ---------------------------------------- | ----------------------------------------- | ---------------------------------------------- | ---------------------------------------------- | ------------------------------------- | ------------------------------------- |
| Jason Smith                                  | Michelle Basnett                             | Jay Crouch Bayley Martin Jake Douglas    | Ellie Turner Jamie Simmonds Emily de Rooy | Kaique Cerveny Kalyan Souza                    | Victoria Campos Alexia Williams                | Arthur Semenov Morteza Sedaghat       | Seher Kaya Shahad Budebs              |

| Atletas por país |
| --- |
| - Estados Unidos (33) - Canadá (8) - Australia (4) - Brasil (3) - Islandia (3) - Polonia (3) - Suecia (3) - Bélgica (2) - Finlandia (2) - Nueva Zelanda (2) - Sudáfrica (2) - Alemania (1) - Argentina (1) - Emiratos Árabes Unidos (1) - Eslovaquia (1) - España (1) - Hungría (1) - Irán (1) - Irlanda (1) - Italia (1) - Letonia (1) - Noruega (1) - Reino Unido (1) - Serbia (1) - Sin bandera (1) - Turquía (1) |

#### Equipos clasificados
| América del Norte Este (18–21 mayo) Florida, Estados Unidos | América del Norte Oeste (25–28 mayo) California, Estados Unidos | Europa (1–4 junio) Berlín, Alemania                                                                            |
| --- | --- | --- |
| East Nashville PRVN Move Fast Lift Heavy 247 AB-CrossFit Mayhem Mayhem Independence Krypton CLT The Grit Haus OBA TTT CrossFit Black PSC Invasion Milford Team Conquer | Franco's Misfits Invictus Omnia Kilo II Koda CrossFit Redemption Invictus Unconquerable Rhino CrossFit Dawgs Invictus Sea of Green Einhorn CrossFit Ascend Believe | No Shortcuts Oslo Navy Blue Walleye Athlete Oslo Blackout Genas Prestanda Portti Trondheim Oslo NAJS Rotherham |

| África (19–21 mayo) Johannesburgo, Sudáfrica | Oceanía (25–28 mayo) Brisbane, Australia       | Sudamérica (26–28 mayo) Río de Janeiro, Brasil | Asia (1–4 junio) Busan, Corea del Sur |
| -------------------------------------------- | ---------------------------------------------- | ---------------------------------------------- | ------------------------------------- |
| FBDV Mayhem Africa Cape CrossFit Wolfpack    | Torian Mayhem 64Army Endgame PFC CrossFit 3076 | Templo SA Blacksheep Treta Q21                 | Fly High Kolesnikov Marvel Black      |

| Equipos por país |
| --- |
| - Estados Unidos (19) - Noruega (4) - Australia (2) - Suecia (2) - Argentina (1) - Brasil (1) - Canadá (1) - Corea del Sur (1) - Dinamarca (1) - Emiratos Árabes Unidos (1) - Finlandia (1) - Francia (1) - Nueva Zelanda (1) - Reino Unido (1) - Sudáfrica (1) |

## Individual
Las competiciones individuales comenzaron el jueves 3 de agosto. El número de participantes fue reducido de 40 a 30 al final del viernes, y de 30 a 20 al final del sábado.

### 3 de agosto

#### Evento 1: Ride
Completar tantas vueltas como puedas en 40 minutos en una bicicleta de montaña Trek Bikes Marlin 8.

#### Evento 2: Pig Chipper
For Time:
10 Pig Flips
25 Chest-to-bar pull-ups
50 Toes-to-bars
100 Wall-ball shots (14/20 lb, 9/10 pies)
50 Toes-to-bar
25 Chest-to-bar pull-ups
10 Pig Flips

#### Evento 3: Inverted Medley
For time:
30-foot unbroken handstand walk over the ramp
8 free-standing handstand push-ups
Unbroken obstacle steps to a 180° pirouette
16 pull-overs
Unbroken obstacle steps to a 360° pirouette
8 free-standing handstand push-ups
30-foot unbroken handstand walk over the ramp

### 4 de agosto

#### Evento 4: The Alpaca Redux
For time:
126-foot sled push, empezando con seis kettlebells (443/546 lb)
Then 3 rounds for time:
2 legless rope climbs
12 kettlebell clean and jerks (53/70 lb)
42-foot sled push, empezando con dos kettlebells (añadir dos kettlebells al trineo después de cada ronda)

#### Evento 5: Ski-Bag
For time:
30 calorías SkiErg
30 sandbag squats (125/200 lb)
20 calorías SkiErg
20 sandbag squats

#### Evento 6: Helena
3 Rounds for Time:
400 meter run
12 bar muscle-ups
21 dumbbell snatches (35/50 lb)

### 5 de agosto

#### Evento 7: Cross-Country 5K
For Time:
Run 5k
Time Cap: 30 min

#### Evento 8: Intervals
2 intervals for total time:
21 box jump-overs (20/24 pulgadas)
15-calorie row
9 burpee box jump-overs (36/48 pulgadas)
21 box jump-overs
15-calorie row
9 burpee box jump-overs
Descansar hasta los 6 minutos, luego:
9 burpee box jump-overs
15-calorie row
21 box jump-overs
9 burpee box jump-overs
15-calorie row
21 box jump-overs
Time Cap: 12 minutos

#### Evento 9: Olympic Total
For Load:
1 repetición máxima de snatch
1 repetición máxima de clean and jerk
Los atletas tendrán dos intentos en cada levantamiento. Time Cap: 20 segundos por levantamiento.

### 6 de agosto

#### Evento 10: Muscle-up Logs
5 rounds for time:
7 muscle-ups
1 sandbag over 3 logs (Rondas 1-4 = (100/150 lb), Ronda 5 = (125/200 lb))
Time Cap: 13 minutos

#### Evento 11: Parallel-bar Pull
8 rounds for time:
Down-and-back P-bar traverse
30 heavy-rope double-unders
1 section hand-over-hand sled pull

#### Evento 12: Echo Thruster Final
For time:
21-18-15
Echo Bike calorías
Thrusters (85/115 lb) (95/135 lb) (105/155 lb)
Luego, 66-foot overhead walking lunge (105/155 lb)

## Equipos
Las competiciones por equipos comenzaron el jueves 3 de agosto. El número de participantes se redujo de 40 a 30 al final del viernes y de 30 a 20 al final del sábado.

### 3 de agosto

#### Evento 1: 2-2-2-2 Redux
For time en parejas M/F:
Accumulate 175 overhead squats
Empezando cada 2 minutos:
12/9 calorías SkiErg cada uno (M/F)
1 seated legless rope climb cada uno (M/F)
Max-reps synchro overhead squats
Cuando transcurren 2 minutos, la primera pareja deja de trabajar y regresa mientras la segunda pareja comienza a trabajar.
Cada pareja tendrá 4 intervalos para trabajar (8 intervalos en total).

#### Evento 2: Ride Relay
Con dos bicicletas por equipo, máximas vueltas en una hora.

### 4 de agosto

#### Evento 3: Olympic Total
For load:
1 repetición máxima de snatch
1 repetición máxima de clean and jerk

#### Evento 4: Cross-Country 5K
For time:
Run 5K as a team.

#### Evento 5: Bike, Row, Hold
For time:
150 calorías bike + handstand hold
125 calorías row + seated muscle-up and ring support
100 calorías bike + handstand hold

### 5 de agosto

#### Evento 6: Run Lift Relay
Completar las máximas repeticiones posibles en 3 minutos:
F1/M1
400-m shuttle run
Max-reps snatches (135/185 lb)

#### Evento 7: Lift Run Relay
For time:
F2/M2
10 snatches (135/185 lb)
400-m shuttle run

#### Evento 8: Muscle-Up Bob
For time:
Push Bob 126 pies (1,188 lb)
Luego,
3 rondas de:
10 synchro muscle-ups
15 Worm clean and jerks (340 lb)
42-foot Bob push

#### Evento 9: B-Bells and P-Bars
For time:
21/15/9 reps of synchro axle deadlifts, los 4 atletas (805 lb)
21/21/21 reps of synchro parallel-bar dips, pareja 1 y luego pareja 2
21/15/9 synchro sandbag squats, pareja 2 y luego pareja 1 (125/200 lb)

### 6 de agosto

#### Evento 10: Bob's A Drag
4 rondas for time de:
500-meter run
Jerry carry
Log traverse
42-foot synchro Bob pull (66-foot pull en la ronda final)

#### Evento 11: Handstand Worm
192-foot handstand walk cada uno
Luego,
10 Worm thrusters
24-foot Worm walking lunge
10 Worm thrusters
24-foot Worm walking lunge
10 Worm thrusters
24-foot Worm walking lunge
10 Worm thrusters
24-foot Worm walking lunge
10 Worm thrusters

## Resultados

### Masculino
| Evento                   | Oro                                | Plata                                | Bronce                                   |
| ------------------------ | ---------------------------------- | ------------------------------------ | ---------------------------------------- |
| Elite                    | Jeffrey Adler · Canadá · 953 pts.  | Patrick Vellner · Canadá · 837 pts.  | Roman Khrennikov Estados Unidos 801 pts. |
| Master 35-39             | Sam Dancer Estados Unidos 650      | Ioannis Papadopoulos · Grecia · 580  | Bryan Wong Estados Unidos 530            |
| Master 40-44             | Rudolph Berger Estados Unidos 660  | Michael Laverriere · Canadá · 570    | Bruno Militão Portugal 550               |
| Master 45-49             | Jason Grubb Estados Unidos 680     | Vlad Liashkevich Sin bandera 600     | Christopher Anderson Estados Unidos 490  |
| Master 50-54             | Artur Komorowski · Polonia · 630   | Sean Patrick Estados Unidos 600      | Jason Leeves Estados Unidos 590          |
| Master 55-59             | Kevin Koester Estados Unidos 740   | John Kim Estados Unidos 550          | Ryan Joe Hamby Estados Unidos 530        |
| Master 60-64             | Stuart Swanson Estados Unidos 610  | Tom Fameree Estados Unidos 550       | Eric Cohen Estados Unidos 540            |
| Master 65+               | Daniel Miller Estados Unidos 590   | David Hippensteel Estados Unidos 550 | Tom Muhlbeier Estados Unidos 520         |
| Teens 14-15              | Jeremie Jourdan Estados Unidos 610 | Lincoln Lafaver Estados Unidos 590   | Pau Martín · España · 510                |
| Teens 16-17              | Ty Jenkins Estados Unidos 680      | Hugo Jansson · Suecia · 510          | RJ Mestre Estados Unidos 500             |
| Adaptive Upper Extremity | Casey Acree Estados Unidos 800     | Alexis Fiorucci Francia 460          | Xabier Osa · España · 380                |
| Adaptive Lower Extremity | Rogan Dean Nueva Zelanda 700       | Charles Piennar Estados Unidos 640   | Hildon Carvalho · Brasil · 320           |
| Adaptive Multi-Extremity | Chris Rhyme Estados Unidos 660     | James Brown Reino Unido 570          | Mijaíl Pedrini · Uruguay · 510           |

### Femenino
| Evento                   | Oro                                   | Plata                                | Bronce                                 |
| ------------------------ | ------------------------------------- | ------------------------------------ | -------------------------------------- |
| Elite                    | Laura Horváth · Hungría · 966 pts.    | Emma Lawson · Canadá · 919 pts.      | Arielle Loewen Estados Unidos 883 pts. |
| Master 35-39             | Laurie Clément Francia 570            | Stacie Tovar Estados Unidos 550      | Colette Casey Estados Unidos 550       |
| Master 40-44             | Samantha Briggs Reino Unido 590       | Andreia Pinheiro · Brasil · 560      | Jenn Ryan Estados Unidos 560           |
| Master 45-49             | Kelly Friel Reino Unido 750           | Amy Chapoton · Canadá · 630          | Carolina Gutierrez · Brasil · 550      |
| Master 50-54             | Cheryl Brost Estados Unidos 640       | Nicole Abbott Estados Unidos 620     | Nathalie Connors · Canadá · 600        |
| Master 55-59             | Leka Fineman Estados Unidos 560       | Shanna Bunce Estados Unidos 500      | Laurie Meschishnick · Canadá · 490     |
| Master 60-64             | Susan Clarke · Canadá · 770           | Betsy Vanderburgh Estados Unidos 720 | Patricia McGill · Canadá · 540         |
| Master 65+               | Julie Holt Estados Unidos 740         | Dava Jensen Estados Unidos 660       | Pauline Sciascia Nueva Zelanda 570     |
| Teens 14-15              | María Granizo · Guatemala · 740       | Miley Wade Estados Unidos 730        | Mira Varga · Hungría · 590             |
| Teens 16-17              | Lucy McGonigle Irlanda 690            | Trista Smith Estados Unidos 660      | Bergrós Björnsdóttir Islandia 490      |
| Adaptive Upper Extremity | Christina Mazzullo Estados Unidos 705 | Anne-Laure Coutenceau Francia 610    | Elaine de Rocco · Brasil · 550         |
| Adaptive Lower Extremity | Valerie Cohen Estados Unidos 680      | Bayleigh Hooper · Canadá · 680       | Molly Moore Estados Unidos 360         |
| Adaptive Multi-Extremity | Noelle Henderson Estados Unidos 645   | Amea Reyna Estados Unidos 565        | Jordan Ingalsbe Estados Unidos 505     |

### Mixto
| Evento  | Oro                                        | Plata                                                | Bronce                                       |
| ------- | ------------------------------------------ | ---------------------------------------------------- | -------------------------------------------- |
| Equipos | CrossFit Invictus Estados Unidos 1026 pts. | CrossFit East Nashville PRVN Estados Unidos 955 pts. | CrossFit Oslo Navy Blue · Noruega · 942 pts. |

## Medallero
| Núm. | País           | Oro | Plata | Bronce | Total |
| ---- | -------------- | --- | ----- | ------ | ----- |
| 1    | Estados Unidos | 17  | 15    | 13     | 45    |
| 2    | Canadá         | 2   | 5     | 3      | 10    |
| 3    | Reino Unido    | 2   | 1     | 0      | 3     |
| 4    | Francia        | 1   | 2     | 0      | 3     |
| 5    | Hungría        | 1   | 0     | 1      | 2     |
| 5    | Nueva Zelanda  | 1   | 0     | 1      | 2     |
| 7    | Guatemala      | 1   | 0     | 0      | 1     |
| 7    | Irlanda        | 1   | 0     | 0      | 1     |
| 7    | Polonia        | 1   | 0     | 0      | 1     |
| 10   | Brasil         | 0   | 1     | 3      | 4     |
| 11   | Grecia         | 0   | 1     | 0      | 1     |
| 11   | Sin bandera    | 0   | 1     | 0      | 1     |
| 11   | Suecia         | 0   | 1     | 0      | 1     |
| 14   | España         | 0   | 0     | 2      | 2     |
| 15   | Islandia       | 0   | 0     | 1      | 1     |
| 15   | Noruega        | 0   | 0     | 1      | 1     |
| 15   | Portugal       | 0   | 0     | 1      | 1     |
| 15   | Uruguay        | 0   | 0     | 1      | 1     |
|      | TOTAL          | 27  | 27    | 27     | 81    |